# Miss Alsace
Miss Alsace est un concours de beauté annuel concernant les jeunes femmes d'Alsace. Il est qualificatif pour l'élection de Miss France, retransmise en direct sur la chaîne TF1, en décembre, chaque année.
Six Miss Alsace ont déjà été couronnées Miss France :
- Joséphine Ladwig, Miss France 1940 ;
- Suzanne Angly, Miss France 1969 ;
- Suzanne Iskandar, Miss France 1985 ;
- Nathalie Marquay, Miss France 1987 ;
- Lætitia Bléger, Miss France 2004 ;
- Delphine Wespiser, Miss France 2012.

L'Alsace est donc la quatrième région ayant remporté le plus de fois le concours Miss France (à égalité avec la Bretagne, la Normandie et l'Aquitaine).

## Histoire
À la suite du départ de Geneviève de Fontenay, un nouveau comité Miss Alsace est formé. Entre 2010 et 2019, il est dirigé par Claudia Frittolini, Miss Alsace 1987, 1re dauphine de Miss France 1988 et représentante de la France à Miss Monde 1988 et Miss Univers 1988.
Entre mars 2022 et mars 2023, Eady East est à la tête du comité régional.

## Synthèse des résultats
Note : Toutes les données ne sont pas encore connues.
- Miss France: Joséphine Ladwig (1939), Suzanne Angly (1968), Suzanne Iskandar (1984), Nathalie Marquay (1986), Lætitia Bléger (2003), Delphine Wespiser (2011)
- 1re dauphine: Irène Hell (1966), Claudia Frittolini (1987), Dorothée Lambert (1988)
- 2e dauphine: Évelyne Ricket (1957), Claude Felirath (1965), Sonia Kielwasser (1967), Cécile Wolfrom (2021)
- 3e dauphine: Anne Jandera (1991), Aurélie Roux (2020)
- 4e dauphine: Martine Scheffler (1971), Alyssa Wurtz (2014)
- 6e dauphine: Florima Treiber (2007)
- Top 12/Top 15: Régine Hubert (1990), Paola Palermo (1992), Barbara Fink (1999), Tiffany Rohrbach (2000), Céline Druz (2002), Stéphanie Wawrzyniak (2006), Laura Strubel (2013), Laura Muller (2015), Claire Godard (2016), Laura Theodori (2019), Isabella Hebert (2024)

## Les Miss
Note : Toutes les données ne sont pas encore connues.
| Année                  | Nom                  | Âge    | Taille | Résidence               | Classement local/régional                                                                                       | Classement Miss France                                                                   | Autres |
| ---------------------- | -------------------- | ------ | ------ | ----------------------- | --- | ---------------------------------------------------------------------------------------- | --- |
| 1939                   | Joséphine Ladwig     | 16 ans |        |                         | | Miss France 1940                                                                         | |
| 1957                   | Évelyne Ricket       |        |        |                         | | 2e dauphine de Miss France 1958                                                          | |
| 1962                   | Maïté Vernier        |        |        |                         | |                                                                                          | |
| 1965                   | Claude Felirath      |        |        |                         | | 2e dauphine de Miss France 1966                                                          | |
| 1966                   | Irène Hell           |        |        |                         | | 1re dauphine de Miss France 1967                                                         | |
| 1967                   | Sonia Kielwasser     |        |        |                         | | 2e dauphine de Miss France 1968                                                          | |
| 1968                   | Suzanne Angly        | 17 ans | 1,68 m | Mulhouse                | | Miss France 1969                                                                         | Représentante de la France à Miss Monde 1969 où elle intègre le Top 15, représentante de la France à Miss International 1972 où elle intègre le Top 15                                                            |
| 1969                   | Isabelle Grosjean    |        |        | Schiltigheim            | |                                                                                          | |
| Pas d'élection en 1970 |                      |        |        |                         | |                                                                                          | |
| 1971                   | Martine Scheffler    |        |        |                         | | 4e dauphine de Miss France 1972                                                          | |
| 1973                   | Karine Axtmann       |        |        |                         | |                                                                                          | |
| 1974                   |                      |        |        |                         | | 3e dauphine de Miss France 1975                                                          | |
| 1976                   | Doris Horn           |        |        |                         | |                                                                                          | |
| 1977                   | Sylvie Obrist        |        |        |                         | |                                                                                          | |
| 1978                   | Lydia Traquandi      |        |        |                         | |                                                                                          | |
| 1979                   | Marie-Laure Flock    |        |        |                         | |                                                                                          | |
| 1984                   | Suzanne Iskandar     | 20 ans | 1,79 m | Lingolsheim             | | Miss France 1985                                                                         | Représentante de la France à Miss Univers 1985 |
| 1985                   | Joëlle Lévy          |        |        |                         | |                                                                                          | |
| 1986                   | Nathalie Marquay     | 19 ans | 1,77 m | Wittenheim              | | Miss France 1987                                                                         | Représentante de la France à Miss Monde 1987 où elle intègre le Top 12, représentante de la France à Miss Univers 1987, représentante de la France à Miss International 1988 où elle intègre le Top 15            |
| 1987                   | Claudia Frittolini   | 20 ans |        | Illzach                 | | 1re dauphine puis sacrée Miss France 1988 par intérim en remplacement de Sylvie Bertin   | Représentante de la France à Miss Monde 1988, représentante de la France à Miss Univers 1988 |
| 1988                   | Dorothée Lambert     | 19 ans | 1,73 m |                         | | 1re dauphine de Miss France 1989                                                         | Représentante de la France à Miss International 1989 |
| 1989                   | Anita Guerra         |        |        |                         | |                                                                                          | |
| 1990                   | Régine Hubert        |        |        | Kintzheim               | | Figure parmi les 12 demi-finalistes à l'élection de Miss France 1991                     | |
| 1991                   | Anne Jandera         |        |        | Bischheim               | | 3e dauphine de Miss France 1992                                                          | |
| 1992                   | Paola Palermo        | 20 ans |        |                         | | Figure parmi les 12 demi-finalistes à l'élection de Miss France 1993                     | |
| 1993                   | Maithé Meyer         |        |        |                         | |                                                                                          | |
| 1994                   | Sandra Schumacher    |        |        |                         | |                                                                                          | |
| 1995                   | Céline Duffort       | 21 ans | 1,72 m | Dossenheim-sur-Zinsel   | |                                                                                          | |
| 1996                   | Lara Maringer        |        |        | Strasbourg              | |                                                                                          | |
| 1997                   | Séverine Baldo       | 21 ans | 1,73 m |                         | Miss Bas-Rhin                                                                                                   |                                                                                          | |
| 1998                   | Cindy Wolff          | 18 ans | 1,71 m |                         | |                                                                                          | |
| 1999                   | Barbara Fink         | 20 ans | 1,78 m | Brumath                 | | Figure parmi les 12 demi-finalistes à l'élection de Miss France 2000 et termine 8e       | |
| 2000                   | Tiffany Rohrbach     | 18 ans | 1,72m  | Guebwiller              | | Figure parmi les 12 demi-finalistes à l'élection de Miss France 2001 et termine 8e       | |
| 2001                   | Julie Nobel          |        |        |                         | |                                                                                          | |
| 2002                   | Céline Druz          | 23 ans |        | Strasbourg              | | Figure parmi les 12 demi-finalistes à l'élection de Miss France 2003 et termine 8e       | |
| 2003                   | Lætitia Bléger       | 22 ans | 1,72 m | Saint-Hippolyte         | 1re dauphine de Miss Alsace 2002                                                                                | Miss France 2004, destituée pendant 6 mois au profit de Miss Bourgogne, Lucie Degletagne | Représentante de la France à Miss Univers 2004 |
| 2004                   | Delphine Walter      | 23 ans | 1,76 m |                         | |                                                                                          | |
| 2005                   | Jessica Barazzutti   | 18 ans | 1,74 m | Ottmarsheim             | Miss Pays des Trois Frontières 2005                                                                             |                                                                                          | |
| 2006                   | Stéphanie Wawrzyniak | 20 ans | 1,75 m | Wittenheim              | | Figure parmi les 12 demi-finalistes à l'élection de Miss France 2007 et termine 9e       | |
| 2007                   | Florima Treiber      | 20 ans | 1,80 m | Colmar                  | Miss Haut-Rhin 2007                                                                                             | 6e dauphine de Miss France 2008                                                          | Représentante de la France à Miss International 2010 où elle intègre le Top 15, 1re dauphine de Miss Asia-Pacific World 2011 puis Miss Asia Pacific World à la suite des différentes polémiques de cette élection |
| 2008                   | Carole Weyrich       | 22 ans | 1,77 m | Durningen               | Miss Bas-Rhin 2008                                                                                              |                                                                                          | |
| 2009                   | Sophie Mathes        | 19 ans | 1,72 m | Strasbourg              | Miss Espace Rhénan 2008, Miss Bas-Rhin 2009                                                                     |                                                                                          | |
| 2010                   | Mathilde Buecher     | 19 ans | 1,78 m | Heimersdorf             | Miss Sundgau 2008, Miss Tour Alsace 2009, 1re dauphine de Miss Haut-Rhin 2009, 1re dauphine de Miss Alsace 2009 |                                                                                          | |
| 2011                   | Delphine Wespiser    | 19 ans | 1,75 m | Magstatt-le-Bas         | Miss Haut-Rhin 2011                                                                                             | Miss France 2012                                                                         | Représentante de la France à Miss Monde 2012 |
| 2012                   | Émilie Koenig        | 22 ans | 1,72 m | Griesheim-près-Molsheim | Miss Bas-Rhin 2011, 1re dauphine de Miss Alsace 2011                                                            |                                                                                          | |
| 2013                   | Laura Strubel        | 24 ans | 1,82 m | Urmatt                  | | Figure parmi les 12 demi-finalistes à l'élection de Miss France 2014 et termine 8e       | Prix de la culture générale à l'élection de Miss France 2014 où elle obtient une note de 18/20 |
| 2014                   | Alyssa Wurtz         | 24 ans | 1,75 m | Drusenheim              | 1re dauphine de Miss Bas-Rhin 2014                                                                              | 4e dauphine de Miss France 2015                                                          | Représentante de la France à Miss Terre 2015 (Top 16) |
| 2015                   | Laura Muller         | 19 ans | 1,71 m | Sélestat                | Miss Bas-Rhin 2015                                                                                              | Figure parmi les 12 demi-finalistes à l'élection de Miss France 2016 et termine 8e       | |
| 2016                   | Claire Godard        | 19 ans | 1,81 m | Riedisheim              | Miss Haut-Rhin 2016                                                                                             | Figure parmi les 12 demi-finalistes à l'élection de Miss France 2017 et termine 9e       | |
| 2017                   | Joséphine Meisberger | 21 ans | 1,70 m | Colmar                  | 1re dauphine de Miss Haut-Rhin 2017                                                                             |                                                                                          | |
| 2018                   | Léa Reboul           | 22 ans | 1,74 m | Lingolsheim             | Miss Bas-Rhin 2018                                                                                              |                                                                                          | |
| 2019                   | Laura Theodori       | 23 ans | 1,72 m | Strasbourg              | Miss Bas-Rhin 2019                                                                                              | Figure parmi les 15 demi-finalistes à l'élection de Miss France 2020 et termine 8e       | Prix du défilé à l'élection de Miss France 2020 |
| 2020                   | Aurélie Roux         | 24 ans | 1,72 m | Spechbach-le-Bas        | | 3e dauphine de Miss France 2021                                                          | |
| 2021                   | Cécile Wolfrom       | 24 ans | 1,75 m | Strasbourg              | | 2e dauphine de Miss France 2022                                                          | |
| 2022                   | Camille Sedira       | 21 ans | 1,76 m | Bischoffsheim           | |                                                                                          | Prix de la camaraderie à l'élection de Miss France 2023 |
| 2023                   | Adeline Vetter       | 27 ans | 1,71 m | Rossfeld                | |                                                                                          | Prix de la culture générale à l'élection de Miss France 2024 où elle obtient une note de 14/20 |
| 2024                   | Isabella Hebert      | 20 ans | 1,71 m | Mundolsheim             | 1re dauphine de Miss Alsace 2022                                                                                | Figure parmi les 15 demi-finalistes à l'élection de Miss France 2025 et termine 11e      | |
| 2025                   | Julie Decroix        | 20 ans | 1,75 m | Blotzheim               | Candidate à Miss Alsace 2023                                                                                    |                                                                                          | |

### Galerie

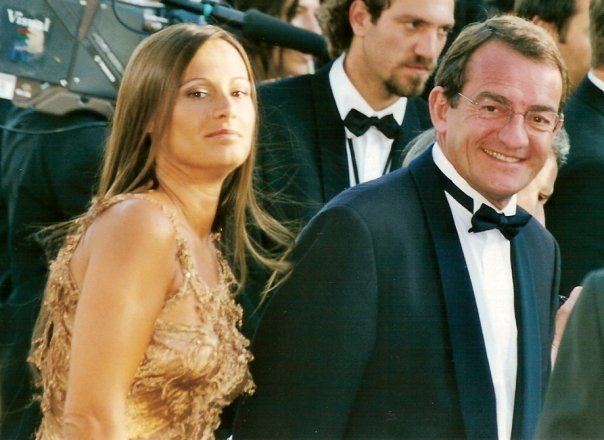
Nathalie Marquay, Miss Alsace 1986 et Miss France 1987.
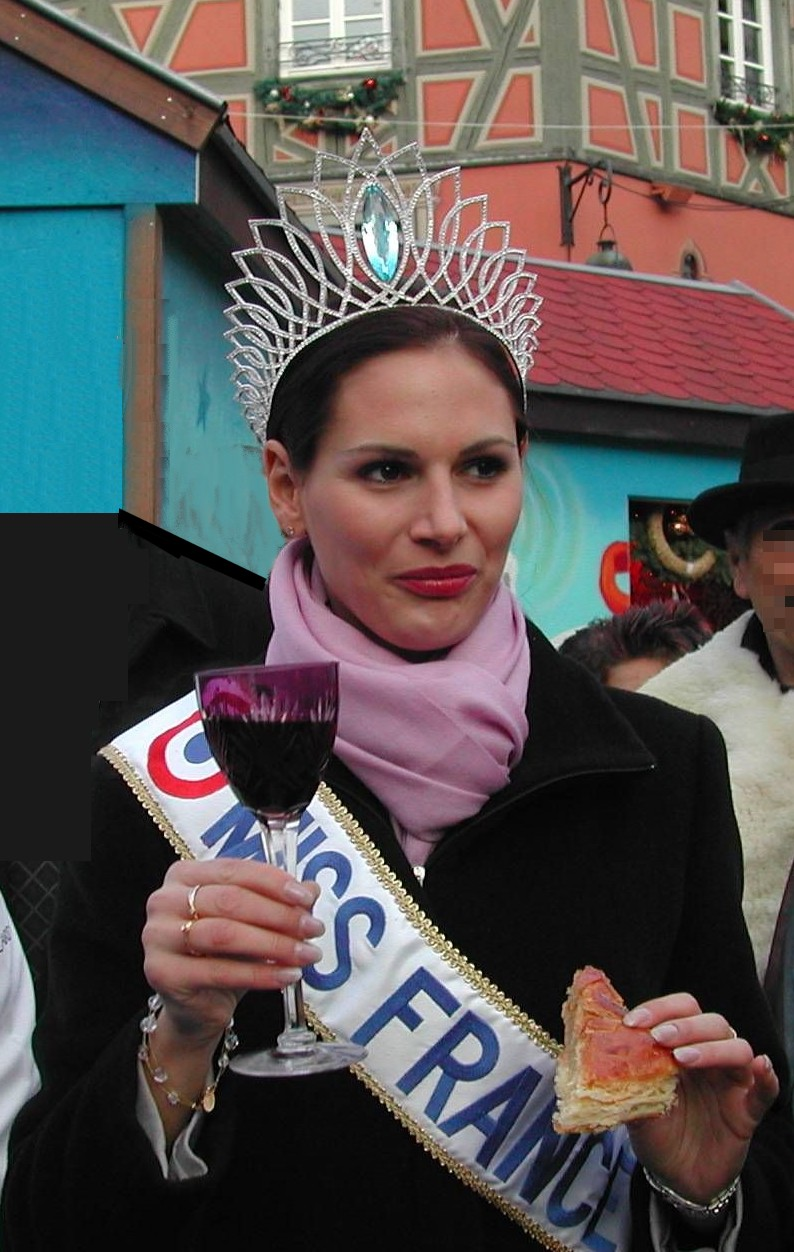
Lætitia Bléger, Miss Alsace 2003 et Miss France 2004.
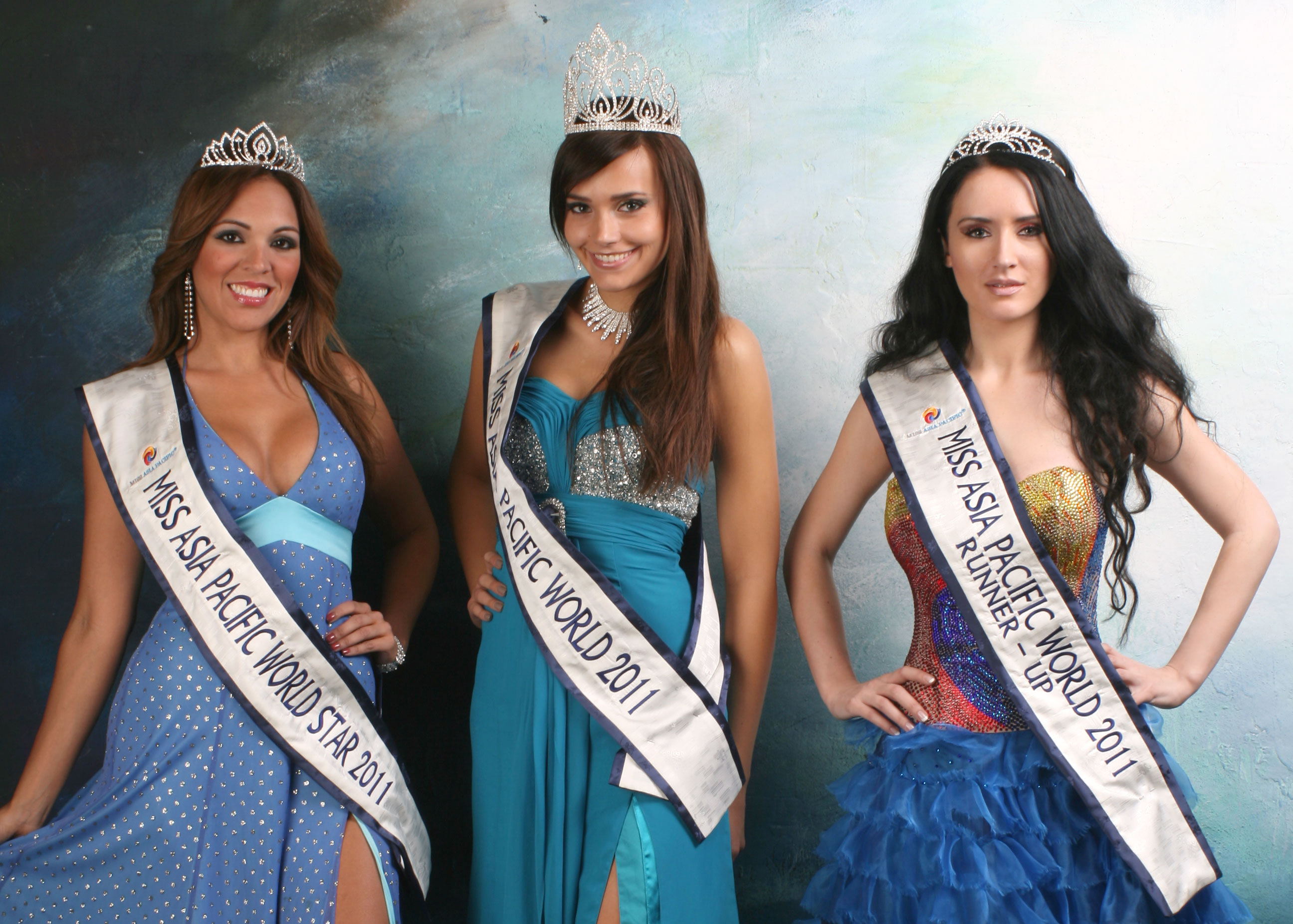
Florima Treiber, Miss Alsace 2007 et 6e dauphine de Miss France 2008.
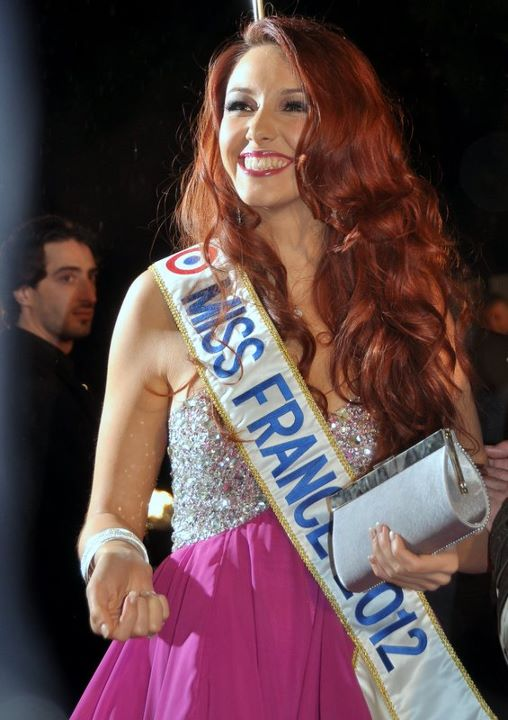
Delphine Wespiser, Miss Alsace 2011 et Miss France 2012.
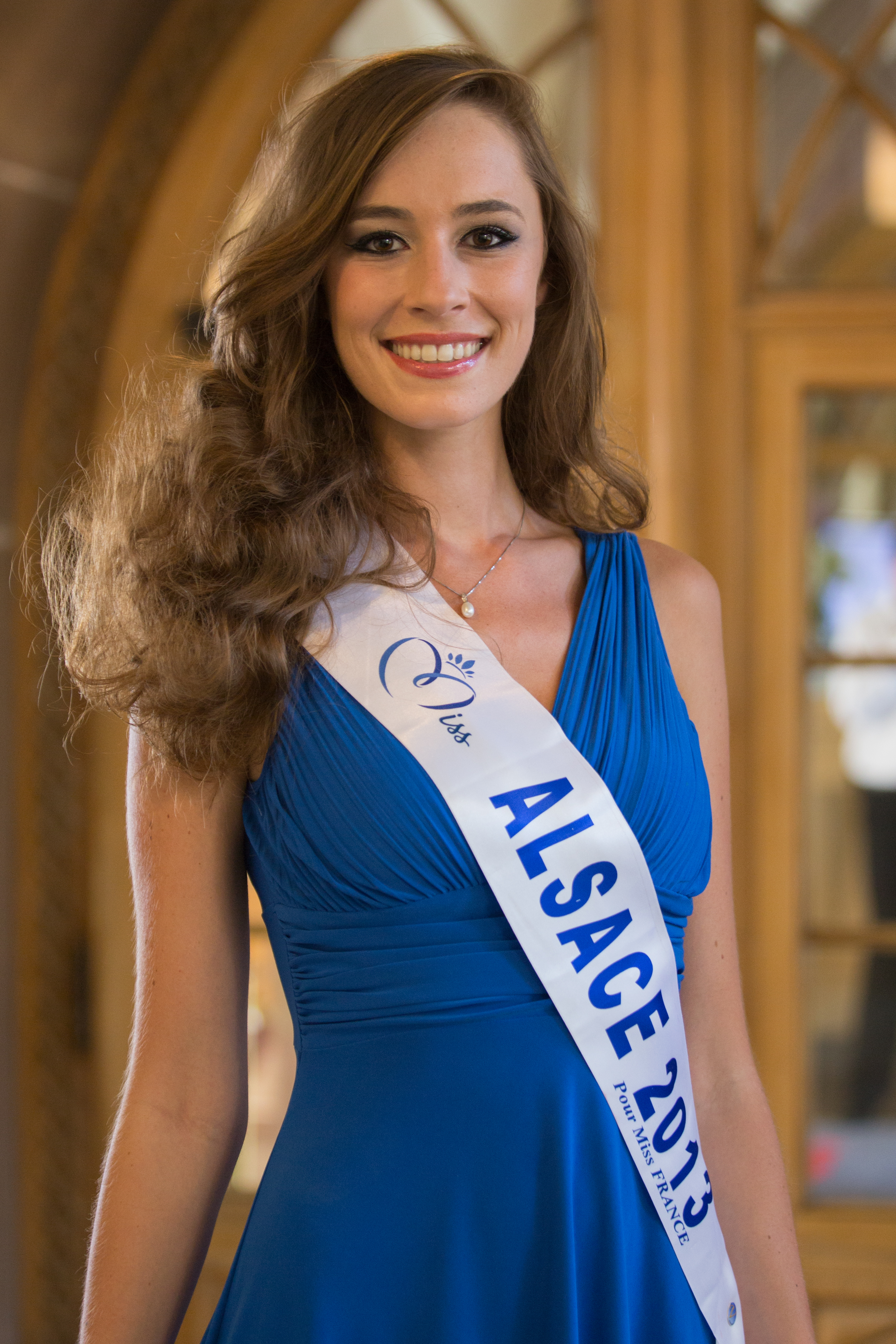
Laura Strubel, Miss Alsace 2013, 8e à Miss France 2014.

## Palmarès par département depuis 2002
- Bas-Rhin : 2002, 2004, 2008, 2009, 2012, 2013, 2014, 2015, 2018, 2019, 2021, 2022, 2023, 2024 (14)
- Haut-Rhin : 2003, 2005, 2006, 2007, 2010, 2011, 2016, 2017, 2020, 2025 (10)

## Palmarès à l'élection Miss France depuis 2000
- Miss France : 2004, 2012
- 1re dauphine :
- 2e dauphine : 2022
- 3e dauphine : 2021
- 4e dauphine : 2015
- 5e dauphine :
- 6e dauphine :  2008
- Top 12 puis 15 : 2000, 2001, 2003, 2007, 2014, 2016, 2017, 2020, 2025
- Classement des régions pour les 10 dernières élections (Miss France 2015 à 2024) : 9e sur 30[Note 1].

## À retenir
- Meilleur classement de ces 10 dernières années : Cécile Wolfrom, 2e dauphine de Miss France 2022.
- Dernier classement réalisé : Isabella Hebert, demi-finaliste de Miss France 2025.
- Dernière Miss France : Delphine Wespiser, élue Miss France 2012.